# بیکال
بیکال (به مجاری:  Bikal) یک شهرداری در مجارستان است که در ناحیه کوملو واقع شده‌است. بیکال ۱۷٫۰۳ کیلومتر مربع مساحت و ۸۵۴ نفر جمعیت دارد.